# Wacław Franczek
Wacław Franczek (zm. po 1637) – burmistrz Cieszyna w 1599 roku, rusznikarz.
Był synem Jakuba i bratem Mikołaja. Należał do jednej z najbogatszych cieszyńskich rodzin. Był przez pewien czas właścicielem domu na ulicy Srebrnej, później przy Nowym Mieście, kamienicy przez ulicy Niemieckiej oraz zagród przy Górnej Bramie i przy Długim moście.